# Cratere Truffaut
Truffaut è un cratere sulla superficie di Mercurio.